# NGC 5342
NGC 5342 (również PGC 49192 lub UGC 8776) – galaktyka soczewkowata (S0), znajdująca się w gwiazdozbiorze Wielkiej Niedźwiedzicy. Odkrył ją William Herschel 19 marca 1790 roku.